# Hyper-V
Hyper-V ist eine Hypervisor-basierte Virtualisierungstechnik von Microsoft für Computer mit x64-fähigem x86-Prozessor. Erhältlich ist Hyper-V sowohl als fester Bestandteil der Serverbetriebssysteme ab Windows Server 2008 und höher in allen Editionen und der Clientbetriebssysteme ab Windows 8 und höher in Pro- und Enterprise-Editionen. In all diesen Produkten ist Hyper-V entweder standardmäßig aktiv oder bei Bedarf als Komponente installierbar. Zusätzlich wurden zwei kostenlose Standalone-Ausführungen von Microsoft veröffentlicht. Microsoft Hyper-V Server 2016 und Microsoft Hyper-V Server 2019 entsprechen dem jeweiligen „Windows Server Standard“  im Server-Core-Modus d. h. ohne grafische Benutzeroberfläche mit aktivierter Hyper-V-Rolle und einer Auswahl bzw. Installationsmöglichkeit anderen Rollen.

## Merkmale
- Komplette Isolierung der einzelnen Systeme
- Sicherheitsfunktionen der Hardwareebene können benutzt werden, zum Beispiel Data Execution Prevention (DEP)
- Hyper-V unterstützt Network Address Translation (NAT) und Network Access Protection (NAP)
- Verwaltung über die Microsoft Management Console (MMC)
- Im Cluster-Betrieb kann der Hyper-V sogenannte Live-Migrationen vornehmen. Dies erlaubt das Verschieben von virtuellen Maschinen im laufenden Betrieb.
- Seit Windows Server 2012 können sogenannte Shared-Nothing-Live-Migrationen durchgeführt werden. Hierbei werden virtuelle Maschinen zwischen Hyper-V-Servern verschoben, ohne dass die Hosts im Cluster-Betrieb laufen müssen.[4]
- Als Hostsysteme können Windows Server 2008, Windows Server 2008 R2, Windows 8, Windows 8.1, Windows Server 2012, Windows Server 2012 R2, Windows 10 Pro, Windows Server 2016, Windows Server 2019, Windows 11 Pro und Windows Server 2022 genutzt werden

Einem Gastsystem können bis zu 64 Prozessoren und 1 Terabyte RAM zugewiesen werden.

## Verfügbarkeit
Der Hypervisor wird in zwei Varianten ausgeliefert: Als Serverrolle bzw. Betriebssystem-Feature (z. B. in Windows Server 2016 oder Windows 10) und als eigenständiges Produkt (z. B. Microsoft Hyper-V Server 2016). Letztgenannte Version ist kostenfrei, beinhaltet aber keine der ggf. benötigten Lizenzen für das Gastsystem. Außerdem ist diese Version ausschließlich im Core-Betrieb verwendbar, was durch die Verwendung von PowerShell vereinfacht wird (PsHyper-V). Dies sind die einzigen Beschränkungen gegenüber der kostenpflichtigen Variante.

## Einsatzgebiete
Hyper-V ist in vielen Szenarien effektiv einsetzbar – sowohl zur Virtualisierung ganzer Rechenzentren als auch von kleineren Umgebungen. Es kann darüber hinaus die komplette Netzwerkkonfiguration ohne Werkzeuge von Drittanbietern (engl.: Third-Party-Tools, z. B. für NIC-Teaming und VLAN-Konfiguration) durchgeführt werden, dazu bietet Hyper-V u. a. auch die Virtualisierung ganzer Switches (vSwitch). Für einen erweiterten Funktionsumfang sorgt System Center Virtual Machine Manager (SCVMM), welcher für die Verwaltung von VMs und Hosts u. a. basierend auf Hyper-V eingesetzt werden kann.
Mit der in Windows 8 und Windows 10 verfügbaren Version kann Hyper-V allerdings auch für Client-Virtualisierung gebraucht werden. Allerdings sollte beachtet werden, dass nach dem Aktivieren von Hyper-V das Root-Betriebssystem selbst in einer privilegierten virtuellen Maschine läuft und es z. B. bei latenzkritischen Echtzeitanwendungen Probleme geben kann. Deshalb ist es bei Hyper-V auch falsch, beim Root-OS von einem „Host-OS“ und bei den Kindsystemen von einem „Guest-OS“ zu sprechen, da beide (Root-OS und Kindsysteme) auf einer Ebene ausgeführt werden.

## Unterstützte Gastsysteme
Microsoft unterstützt neben einigen Windows-Versionen auch offiziell einige Linux-Distributionen und FreeBSD.
- CentOS und Red Hat Enterprise Linux 5.2 – 5.11, 6.0 – 6.10, 7.0 – 7.8, 8.0 – 8.1, 9[10]
- Debian 7.0 – 7.11, 8.0 – 8.11, 9.0 – 9.12, 10.0 – 10.3, 11[11]
- Oracle Linux 6.8 – 6.10, 7.4 – 7.8, 8.0 – 8.1, 9.0[12]
- FreeBSD 8.4, 9.1 – 9.3, 10.0 – 10.3, 11.0 – 11.3, 12.0 – 12.1, 13.0 – 13.1[13]
- SUSE Linux Enterprise Server 11 (SP3 + 4), 12 (SP1 – 5), 15 (ohne + SP1 – 4)[14]
- OpenSUSE 12.3
- Ubuntu 14.04 LTS, 16.04 LTS, 18.04 LTS, 20.04 LTS, 22.04 LTS[15]

Ab Windows 8 werden Windows XP Home und ältere Versionen nicht mehr im virtuellen Modus unterstützt. Eine Liste sämtlicher unterstützter Betriebssysteme gibt es bei Microsoft TechNet. Seit der Linux-Kernelversion 2.6.32 sind die Hyper-V Integration Components fester Bestandteil und können auch in anderen Linux-Distributionen einfach aktiviert werden. Ab CentOS 6.4 sind die Treiber für Hyper-V direkt in den Paketen der Distribution enthalten. Seit 2012 wird FreeBSD offiziell von Hyper-V unterstützt. Ab der Version 6.6 von RHEL und CentOS wird auch die Ausführung in einer Virtuellen Maschine der 2. Generation unterstützt.